# Districtul Rong Kham
Rong Kham (în thailandeză ร่องคำ) este un district (Amphoe) din provincia Kalasin, Thailanda, cu o populație de 16.444 de locuitori și o suprafață de 82,137 km².

## Componență
Districtul este subdivizat în three subdistricte (tambon), care sunt subdivizate în 40 de sate (muban).
| Nr. | Nume      | În thailandeză | Sate | Locuitori |  |
| --- | --------- | -------------- | ---- | --------- |  |
| 1.  | Rong Kham | ร่องคำ          | 13   | 6,191     |  |
| 2.  | Samakkhi  | สามัคคี          | 15   | 5,448     |  |
| 3.  | Lao Oi    | เหล่าอ้อย        | 12   | 4,805     |  |